# Тарренц
Тарренц (нім. Tarrenz) —  громада округу Імст у землі Тіроль, Австрія.
Тарренц лежить на висоті 836 м над рівнем моря і займає площу  74,59 км². Громада налічує 2650 мешканців. 
Густота населення 36/км².  
|                                  |
| Тарренц на мапі округу та землі. |

 Адреса управління громади: Hauptstraße 14, 6464 Tarrenz. 

## Демографія
Історична динаміка населення міста за даними сайту Statistik Austria

## Виноски
1. ↑  Dauersiedlungsraum der Gemeinden Politischen Bezirke und Bundesländer - Gebietsstand 1.1.2018 — Статистичне управління Австрії.
2. ↑  https://www.statistik.at/blickgem/blick1/g70222.pdf
3. ↑   www.tarrenz.at
4. ↑  Gemeindedaten von Tarrenz

| Австрія | Це незавершена стаття з географії Австрії. Ви можете допомогти проєкту, виправивши або дописавши її. |